# 福州英华职业学院
福州英华职业学院是中华人民共和国的一所全日制专科民办普通高等职业学校，位于福建省福州市仓山区。
1994年，福州英华外国语学院成立。2001年，改建为福州英华职业学院。